# 秋透
秋 透（あき とおる、1956年 - ）日本の作曲家。北海道函館市生まれ。
北海道大学理学部物理学科および京都市立芸術大学音楽学部作曲専修を卒業。廣瀬量平に作曲を師事した。色彩感と躍動感に優れた独特のサウンドで、作品は大規模な器楽作品から合唱曲まで幅広い。日本作曲家協議会会員。

## 主要作品
- サックス四重奏のための「石の歌」（1985年）
- 「ア・バーズ・アイ・ヴュー」 [Cl, Vn, Marimba, Cb]（1986年）　全音楽譜出版社
- 「ヌーンシティー組曲」 [Fl, Guit]（1989年）　日本作曲家協議会
- 「楕円幻想」 [2 Marimba]（1990年）
- 「石の物語」 [ピアノ独奏]（1992年）　日本作曲家協議会
- 「3つのラピス」 [Cl, Vn, Pf]（1995年）
- ウィンド・オーケストラのための「フィエスタ」（1998年） ブレーン
- トロンボーン・アンサンブルのための「フラワリング・ストーム(花嵐)」（1998年）
- 弦楽オーケストラのための「ララバイ・イン・ザ・ウィンド」（2001年）
- 「ウィンター・ソングス」[2Fl, Guit, Vc]（2003年）　日本作曲家協議会
- 混声合唱のための組曲「雨のあとには」（2012年） 音楽之友社
- 混声合唱のための組曲「野の花の色」（2013年） 音楽之友社

### CD
- 夜のスケッチ（フォレストヒルレコーズ FHCD-9602） 藤井眞吾（ギター）、清水信貴（フルート）
- 雨のあとには〜秋透混声合唱作品集（Giovanniレコーズ GVCS 11317） CANTUS ANIMAE（合唱）、雨森文也（指揮）